# Пірофосфати
Пірофосфати (від грецької «піро» — вогонь) — аніони, солі та ефіри пірофосфатної кислоти. Спочатку пірофосфати були одержані при нагріванні фосфатів.

## Характеристика
Пірофосфати мають велике значення у біохімії, аніон P2O4−
7 позначається PPi (англ. PyroPhosphate inorganic — неорганічний пірофосфат) і утворюється, наприклад, в результаті гідролізу АТФ в АМФ у клітині.
ATP → AMP + PPi
Пірофосфат натрію використовують, зокрема, у складі розпушувача тіста.